# Carl Johan Adlercreutz

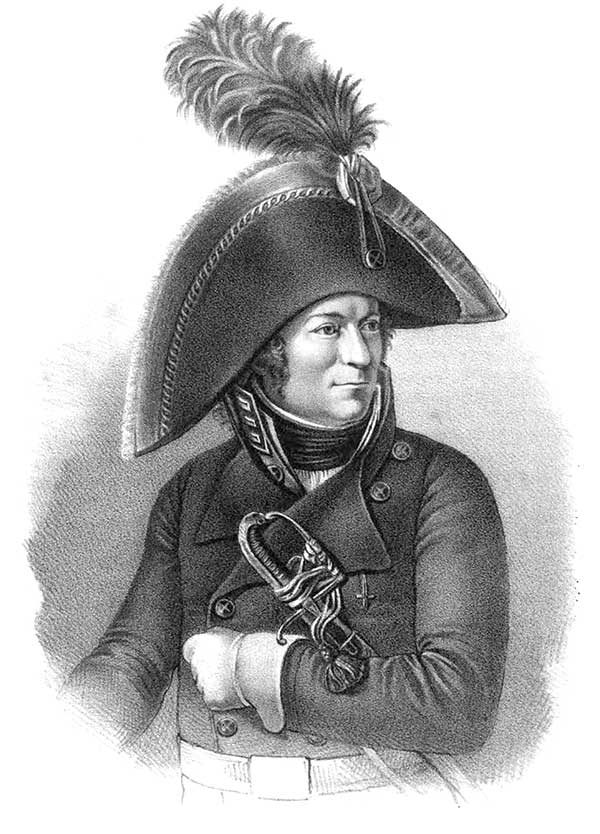
Carl Johan Adlercreutz

Carl Johan Adlercreutz, seit 1808 Baron, ab 1814 Graf  (* 27. April 1757 in Borgå, Finnland; † 21. August 1815 in Stockholm) war ein schwedischer Generalleutnant, Armeekommandant und Staatsmann.

## Leben
Adlercreutz wurde auf dem Bauernhof Kiiala geboren. Er begann seine militärische Karriere im Alter von 13 Jahren, als er 1770 in die Armee eintrat. Zu Beginn des schwedisch-russischen Kriegs war er Hauptmann, erhielt aber schon wenige Jahre später ein eigenes Regiment. 1789 wurde er, aufgrund seines ungewöhnlichen persönlichen Mutes, zum Major ernannt. Als Russland im Februar 1808 Finnland angriff, was den russisch-schwedischen Krieg von 1808 bis 1809 auslöste, wurde er Oberst und erhielt das Kommando über die 2. Brigade. Nach der Gefangennahme des bisherigen Generaladjutanten der finnischen Armee, Graf Gustaf Löwenhielm, wurde Adlercreutz zu dessen Nachfolger ernannt. Er nahm unter Wilhelm Mauritz Klingspor an den Schlachten bei Siikajoki (18. April) und  Savolax (28. April im südöstlichen Finnland) teil. Adlercreutz leitete den durch die Übermacht der Russen veranlassten Rückzug des schwedischen Heers nach Uleåborg und schlug am 24. Juni den russischen General Iwan Jankowitsch de Miriewo (russisch Иван Фёдорович Янкович-де-Мириево) bei Nykarleby. Nachdem er aber am 2. September bei Kuortane und am 14. September bei Oravais von den Russen unter Nikolai Michailowitsch Kamenski geschlagen worden war, sah er sich zum Rückzug nach Nykarleby gezwungen. Letztlich musste er am 19. November 1808 als Generalmajor im finnischen Olkijoki einen Vertrag unterzeichnen, der die schwedische Armee zum Rückzug aus Finnland zwang.
Als er 1809 nach Stockholm kam, stand er wegen seiner im finnischen Krieg bewiesenen Tapferkeit und Vaterlandsliebe in hohem Ansehen. Er genoss durch seinen offenen und ehrlichen Charakter das Vertrauen der Bevölkerung. Zu dieser Zeit herrschte große Verwirrung im Land und es stand ein Bruderkrieg bevor. Der General Georg Adlersparre  hatte sich in Värmland gegen den König erhoben und marschierte mit einem Teil der Westarmee auf Stockholm zu. König Gustav IV. Adolf war im Begriff die Hauptstadt zu verlassen, um die Führung des südlichen Heeres zu übernehmen. Zugleich bereiteten sich die russischen Truppen für einen den Angriff auf Uppland und Stockholm vor. Hier nun griff Adlercreutz beherzt ein, nachdem er zuvor lange gezögert hatte sich der Revolution anzuschließen. Er hatte erkannt, dass die Abreise des Königs unbedingt verhindert werden musste. Daher führte er, unterstützt von einigen tapferen Begleitern, am 13. März 1809 eine Truppe an, die den König in seinem Zimmer verhaftete. Bei der Aktion wurde kein ein Tropfen Blut vergossen. Adlercreutz unterstützte die provisorische Regierung, wobei auch Adlersparre einen Anspruch auf die Führung erhob. König Gustav IV. Adolf wurde später vom Reichstag abgesetzt. Das schwedische Volk brachte seine Dankbarkeit dadurch zum Ausdruck, dass ihm und seinen Nachkommen für die Verluste des Besitzes durch die Abspaltung Finnlands 1809 vom Reichstag das Königsgut Läckö zuerkannt wurde.
Der neue König, Karl XIII., ernannte ihn zum Generalleutnant und zum Generaladjutanten der Armee sowie 1810 zum Staatsminister. Im Jahr 1813 fungierte er bei der Nordarmee unter dem Kronprinzen als Chef des Generalstabs im Krieg gegen Napoleon. Er nahm unter anderem an der Völkerschlacht bei Leipzig teil. Nachdem er 1814 den kurzen Feldzug nach Norwegen mitgemacht hatte, wurde er am 31. August 1814 in den Grafenstand erhoben, nachdem er bereits seit 1808 den Erbtitel Baron tragen durfte. Er engagierte sich zudem für die Konvention von Moss, um die Kriegshandlungen so schnell wie möglich zu beenden.
Als Staatsminister sprach er sich 1810 für die Wahl des Herzogs von Augustenborg zum Thronfolger aus. Als er feststellte, dass dieser Vorschlag nur wenig Unterstützung fand, hielt er den Verwalter von Oldenburg für den besten Kandidaten. Kaiser Napoleon war hingegen für eine Wahl des Prinzen von Ponte Corvo. Adlercreutz sträubte sich dagegen, die von Napoleon 1810 geforderte Kriegserklärung an England zu unterstützen. Er war kein großartiger Staatsmann oder Feldherr, man schätzte seine charakterlichen Eigenschaften.

## Rezeption
- Johan Ludvig Runeberg setzte Adlercreutz in dem Gedicht Adlercreutz aus der berühmten Gedichtsammlung Fähnrich Stahl ein literarisches Denkmal.[2]

## Familie

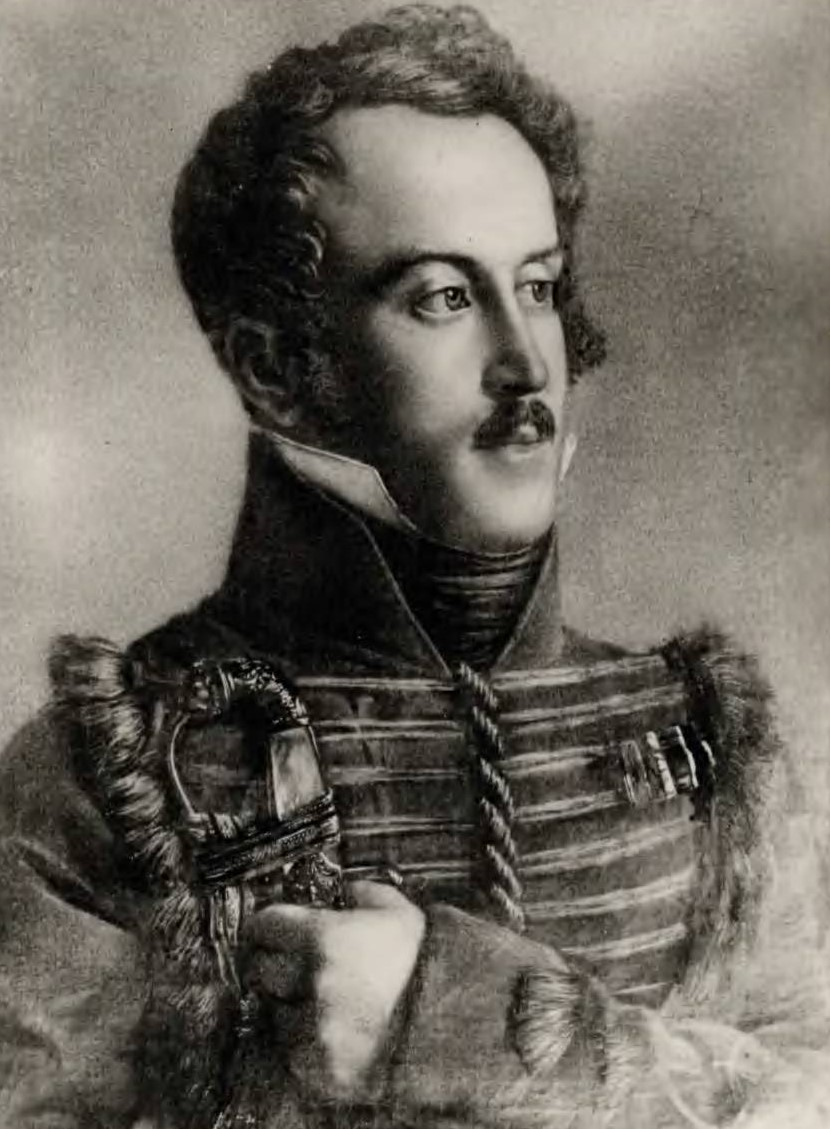
Fredrik Thomas Adlercreutz

Adlercreutz war der Sohn des Kornetten des Dragonregements Thomas Adlercreutz und dessen Frau Hedvig Katarina (geborene Bartels), einer Tochter des Regimentsfeldmarschalls Frans Bartels. Er war zweimal verheiratet:
- 4. Dezember 1792 mit Freiin Henrietta Amalia von Stackelberg (1771–1796), Tochter des Generalleutnants Bernt Fredrik Johan Stackelberg
- 7. August 1798 Margareta Beata von Engeström (4. September 1770 – 8. April 1855), Tochter von Gustaf von Engeström

Er hatte mehrere Kinder. Seit ältester Sohn Fredrik Adlercreutz (1793–1852) kämpfte in Bolivars Feldzug in Südamerika.